# Lophopetalum arnhemicum
Lophopetalum arnhemicum är en benvedsväxtart som beskrevs av Norman Brice Byrnes. Lophopetalum arnhemicum ingår i släktet Lophopetalum och familjen Celastraceae. Inga underarter finns listade.